# Ivoorkust op de Olympische Zomerspelen 1992
Ivoorkust nam deel aan de Olympische Zomerspelen 1992 in Barcelona, Spanje. Er werden geen medailles gewonnen.

## Deelnemers en resultaten
(m) = mannen, (v) = vrouwen 

### Atletiek
| Olympiër                                                         | Discipline | Resultaat | Prestatie                                                                |
| ---------------------------------------------------------------- | ---------- | --------- | ------------------------------------------------------------------------ |
| Jean-Olivier Zirignon                                            | 100m (m)   | 24e       | serie 1: 3de in 10,55 kwartfinale 4: 8ste in 10,54                       |
| Ouattara Lagazane                                                | 200m (m)   | 35e       | serie 3: 4de in 21,13 kwartfinale 2: 7de in 21,39                        |
| Frank Waota Jean-Olivier Zirignon Gilles Bogui Ouattara Lagazane | 4x100m (m) | 8e        | serie 1: 6de in 40,02 halve finale 2: 4de in 39,46 finale: 8ste in 39,31 |
|                                                                  |            |           |                                                                          |
| Patricia Foufoué Ziga                                            | 100m (v)   | 35e       | serie 5: 6de in 11,77                                                    |
| Olga Mutanda                                                     | 200m (v)   | 36e       | serie 1: 6de in 24,19                                                    |
| Alimata Koné                                                     | 400m (v)   | 28e       | serie 6: 5de in 53,76 kwartfinale 5: 8ste in 53,80                       |
| Louise Ayétotché Alimata Koné Olga Mutanda Patricia Foufoué Ziga | 4x100m (v) | DSQ       | serie 2: gediskwalificeerd                                               |

### Judo
| Olympiër         | Discipline | Resultaat | Prestatie                      |
| ---------------- | ---------- | --------- | ------------------------------ |
| Moshe Pennavayre | -78kg (m)  | 34e       | 1ste ronde: V van ANG de Souza |
| Isaac Angbo      | -86kg (m)  | 21e       | 1ste ronde: V van CUB Franco   |

### Kanovaren
| Olympiër                    | Discipline   | Resultaat | Prestatie                                             |
| --------------------------- | ------------ | --------- | ----------------------------------------------------- |
| Melagne Lath Kouame N'Douba | K-2 500m (m) | 29e       | serie 3: 8ste in 1.46,95 herkansingen: 7de in 1.47,72 |

Albanië · Algerije · Amerikaanse Maagdeneilanden · Amerikaans-Samoa · Andorra · Angola · Antigua en Barbuda · Argentinië · Aruba · Australië · Bahama's · Bahrein · Bangladesh · Barbados · België · Belize · Benin · Bermuda · Bhutan · Bolivia · Bosnië en Herzegovina · Botswana · Brazilië · Britse Maagdeneilanden · Bulgarije · Burkina Faso · Canada · Centraal-Afrikaanse Republiek · Chili · China · Chinees Taipei · Colombia · Congo-Brazzaville · Cookeilanden · Costa Rica · Cuba · Cyprus · Denemarken · Djibouti · Dominicaanse Republiek · Duitsland · Ecuador · Egypte · El Salvador · Equatoriaal-Guinea · Estland · Ethiopië · Fiji · Filipijnen · Finland · Frankrijk · Gabon · Gambia · Gezamenlijk team · Ghana · Grenada · Griekenland · Groot-Brittannië · Guam · Guatemala · Guinee · Guyana · Haïti · Honduras · Hongarije · Hongkong · Ierland · IJsland · India · Indonesië · Irak · Iran · Israël · Italië · Ivoorkust · Jamaica · Japan · Jemen · Jordanië · Kaaimaneilanden · Kameroen · Kenia · Koeweit · Kroatië · Laos · Lesotho · Letland · Libanon · Libië · Liechtenstein · Litouwen · Luxemburg · Madagaskar · Malawi · Malediven · Maleisië · Mali · Malta · Marokko · Mauritanië · Mauritius · Mexico · Monaco · Mongolië · Mozambique · Myanmar · Namibië · Nederland · Nederlandse Antillen · Nepal · Nicaragua · Nieuw-Zeeland · Niger · Nigeria · Noord-Korea · Noorwegen · Oeganda · Oman · Oostenrijk · Pakistan · Panama · Papoea-Nieuw-Guinea · Paraguay · Peru · Polen · Portugal · Puerto Rico · Qatar · Roemenië · Rwanda · Saint Vincent‑Grenadines · Salomonseilanden · Samoa · San Marino · Saoedi-Arabië · Senegal · Seychellen · Sierra Leone · Singapore · Slovenië · Soedan · Spanje · Sri Lanka · Suriname · Swaziland · Syrië · Tanzania · Thailand · Togo · Tonga · Trinidad en Tobago · Tsjaad · Tsjecho-Slowakije · Tunesië · Turkije · Uruguay · Vanuatu · Venezuela · Verenigde Arabische Emiraten · Verenigde Staten · Vietnam · Zaïre · Zambia · Zimbabwe · Zuid-Afrika · Zuid-Korea · Zweden · Zwitserland · Onafhankelijke olympische deelnemers